# LOST IN PARADISE
「LOST IN PARADISE feat.AKLO」は、日本のバンド・ALIの楽曲。メジャー1枚目のシングルとして2020年11月25日にMASTERSIX FOUNDATIONよりリリースされた。楽曲はテレビアニメ『呪術廻戦』第1期第1クールのエンディングテーマに使用されている。

## 概要
前作より1年ぶりとなるシングル。表題曲はテレビアニメ『呪術廻戦』第1クールエンディングテーマに使用されている。アニメ第2話より公開され、客演にヒップホップMCのAKLOが客演している。
ジャンプに育ててもらった、積年の感謝の気持ちを込めながら曲を書きました。
どうか楽しんで頂けたら幸いです。

-LOVE.MUSIC AND DANCE-—LEO（ALI）
CD発売に先駆けて2020年10月10日に配信リリース。翌日にミュージックビデオおよびアニメのエンディング映像ノンクレジットバージョンが公開。
2021年5月14日にメンバーのKahadioが起訴されたことを受け、他の曲同様出荷停止・回収・デジタル配信停止・ミュージックビデオの非公開の措置が行われた。半年後の11月19日に音源配信が再開、ミュージックビデオは再編集版が新しく投稿された。2023年2月現在2000万回以上再生されている。
野球選手の大谷翔平が2021年に入場曲に使用していた。
2022年5月に有観客ライブ「INSIDE THE FIRST TAKE supported by ahamo」にて演奏。7月1日にYouTubeに公開され、11月16日に配信シングル「INSIDE THE FIRST TAKE」およびシングル「NEVER SAY GOODBYE」に収録された。

### 仕様
「通常盤」「初回生産限定盤」「期間生産限定盤/アニメ盤」の3形態で発売。初回生産限定盤は2020年8月23日に行われたライブ映像が収録されたDVDが付属、期間生産限定盤/アニメ盤は表題曲のアニメバージョンが収録されておりジャケットにはメインキャラクターの4人が描かれている。

## 収録曲
1. LOST IN PARADISE feat. AKLO
作詞：LEO・AKLO・ALEX・LUTHFI／作曲：ALI・AKLO[10]
2. MOONBEAMS SATELLITE feat. K.A.N.T.A
作詞：LEO・ALI・K.A.N.T.A／作曲：ALI・K.A.N.T.A
3. DESPERADO feat. J-REXXX
作詞：LEO・J-REXXX・LUTHFI／作曲：ALI・J-REXXX
4. FAITH feat. なみちえ, GOMESS
作詞：LEO・なみちえ・LUTHFI／作曲：ALI・なみちえ
5. LOST IN PARADISE feat. AKLO Anime Ver.（アニメ盤のみ）

初回生産限定盤DVD
- ALI presents -JUNGLE LOVE- (part.1) 2020.8.23 LIVE STREAM

## テレビ演奏
- 2022年1月13日 - 日本テレビ系「スッキリ」[11]